# Arthur Laffer
Arthur Laffer (Youngstown, Ohio, 14 d'agost de 1940) és un economista nord-americà que va servir com a assessor del consell de política econòmica del govern del president Ronald Reagan. És mundialment conegut pel seu desenvolupament de la Corba de Laffer, la qual postula que existeix una taxa impositiva capaç de maximitzar la recaptació del fisc però que si un govern s'excedeix d'aquesta taxa, acabarà recaptant menys.
Laffer va ser un conseller econòmic de la campanya presidencial de Donald Trump de 2016. El 19 de juny de 2019, Trump va atorgar a Laffer la Medalla Presidencial de la Llibertat.

## Edat primerenca i educació
Laffer va néixer a Youngstown, Ohio, fill de Marian Amelia "Molly" (née Betz), mestressa de casa i política, i William Gillespie Laffer, president de la Corporació Clevite. Va ser criat a l'àrea de Cleveland, Ohio. És presbiterià, i es va graduar de l'escola secundària Hawken School de Cleveland el 1958. Laffer va obtenir una B.A. en Economia de la Universitat Yale (1962) i un M.B.A. (1965) i un Ph.D. en Economia (1971) de la Universitat Stanford.